# Copa Libertadores 1999
Die Copa Libertadores 1999, aufgrund des Sponsorings des Autoherstellers Toyota auch Copa Toyota Libertadores, war die 40. Auflage des wichtigsten südamerikanischen Fußballwettbewerbs für Vereinsmannschaften. Es nahmen 21 Mannschaften teil, darunter jeweils die Landesmeister der neun besten CONMEBOL-Länder und die Zweiten sowie zwei Vertreter aus Mexiko und Venezuela, die in der Qualifikation zwei verbleibende Plätze ermittelten. Das Teilnehmerfeld komplettierte Titelverteidiger CR Vasco da Gama. Das Turnier begann am 21. Februar und endete am 16. Juni 1999 mit dem Final-Rückspiel. Der brasilianische Vertreter Palmeiras São Paulo gewann das Finale gegen Deportivo Cali und damit zum ersten Mal die Copa Libertadores.

## Qualifikation
| Pl. | Verein                   | Sp. | S | U | N | Tore    | Diff. | Punkte |
| --- | ------------------------ | --- | - | - | - | ------- | ----- | ------ |
| 1.  | CF Monterrey             | 6   | 3 | 1 | 2 | 013:900 | +4    | 07     |
| 2.  | Estudiantes de Mérida    | 6   | 3 | 1 | 2 | 009:900 | ±0    | 07     |
| 3.  | Club Necaxa              | 6   | 2 | 3 | 1 | 005:300 | +2    | 07     |
| 4.  | Universidad de Los Andes | 6   | 1 | 1 | 4 | 005:110 | −6    | 03     |

|                          |   |                          | Hinspiel | Rückspiel |
| ------------------------ | - | ------------------------ | -------- | --------- |
| Estudiantes de Mérida    | - | Universidad de Los Andes | 3:2      | 2:0       |
| Club Necaxa              | - | CF Monterrey             | 2:2      | 0:1       |
| Estudiantes de Mérida    | - | Club Necaxa              | 0:0      | 0:2       |
| Universidad de Los Andes | - | Club Necaxa              | 0:0      | 0:1       |
| Estudiantes de Mérida    | - | CF Monterrey             | 3:0      | 1:5       |
| Universidad de Los Andes | - | CF Monterrey             | 2:1      | 1:4       |

## Gruppenphase

### Gruppe 1
| Pl. | Verein                    | Sp. | S | U | N | Tore    | Diff. | Punkte |
| --- | ------------------------- | --- | - | - | - | ------- | ----- | ------ |
| 1.  | Nacional Montevideo       | 6   | 4 | 0 | 2 | 009:800 | +1    | 08     |
| 2.  | Estudiantes de Mérida     | 6   | 3 | 0 | 3 | 009:140 | −5    | 06     |
| 3.  | Club Atlético Bella Vista | 6   | 2 | 1 | 3 | 009:600 | +3    | 05     |
| 4.  | CF Monterrey              | 6   | 2 | 1 | 3 | 010:900 | +1    | 05     |

|                           |   |                           | Hinspiel | Rückspiel |
| ------------------------- | - | ------------------------- | -------- | --------- |
| Estudiantes de Mérida     | - | CF Monterrey              | 2:1      | 0:4       |
| Club Atlético Bella Vista | - | Nacional Montevideo       | 0:1      | 0:1       |
| CF Monterrey              | - | Club Atlético Bella Vista | 1:1      | 0:2       |
| Estudiantes de Mérida     | - | Club Atlético Bella Vista | 2:1      | 1:5       |
| CF Monterrey              | - | Nacional Montevideo       | 1:2      | 3:2       |
| Estudiantes de Mérida     | - | Nacional Montevideo       | 3:1      | 1:2       |

### Gruppe 2
| Pl. | Verein             | Sp. | S | U | N | Tore    | Diff. | Punkte |
| --- | ------------------ | --- | - | - | - | ------- | ----- | ------ |
| 1.  | CA Vélez Sársfield | 6   | 2 | 3 | 1 | 006:300 | +3    | 07     |
| 2.  | Deportivo Cali     | 6   | 3 | 0 | 3 | 004:800 | −4    | 06     |
| 3.  | River Plate        | 6   | 2 | 2 | 2 | 008:800 | ±0    | 06     |
| 4.  | Once Caldas        | 6   | 2 | 1 | 3 | 007:600 | +1    | 05     |

|                    |   |                    | Hinspiel | Rückspiel |
| ------------------ | - | ------------------ | -------- | --------- |
| Deportivo Cali     | - | Once Caldas        | 1:0      | 0:3       |
| CA Vélez Sársfield | - | River Plate        | 1:1      | 1:1       |
| Once Caldas        | - | River Plate        | 4:1      | 0:3       |
| Deportivo Cali     | - | River Plate        | 1:0      | 1:2       |
| Once Caldas        | - | CA Vélez Sársfield | 0:0      | 0:1       |
| Deportivo Cali     | - | CA Vélez Sársfield | 1:0      | 0:3       |

### Gruppe 3
| Pl. | Verein                | Sp. | S | U | N | Tore    | Diff. | Punkte |
| --- | --------------------- | --- | - | - | - | ------- | ----- | ------ |
| 1.  | Corinthians São Paulo | 6   | 4 | 0 | 2 | 016:800 | +8    | 08     |
| 2.  | Palmeiras São Paulo   | 6   | 3 | 1 | 2 | 012:100 | +2    | 07     |
| 3.  | Club Cerro Porteño    | 6   | 2 | 1 | 3 | 014:200 | −6    | 05     |
| 4.  | Club Olimpia          | 6   | 1 | 2 | 3 | 011:150 | −4    | 04     |

|                       |   |                       | Hinspiel | Rückspiel |
| --------------------- | - | --------------------- | -------- | --------- |
| Club Cerro Porteño    | - | Club Olimpia          | 4:3      | 2:2       |
| Palmeiras São Paulo   | - | Corinthians São Paulo | 1:0      | 1:2       |
| Club Cerro Porteño    | - | Palmeiras São Paulo   | 2:5      | 1:2       |
| Club Olimpia          | - | Palmeiras São Paulo   | 4:2      | 1:1       |
| Corinthians São Paulo | - | Club Cerro Porteño    | 8:2      | 0:3       |
| Club Olimpia          | - | Corinthians São Paulo | 1:2      | 0:4       |

### Gruppe 4
| Pl. | Verein                    | Sp. | S | U | N | Tore    | Diff. | Punkte |
| --- | ------------------------- | --- | - | - | - | ------- | ----- | ------ |
| 1.  | CD Universidad Católica   | 6   | 3 | 2 | 1 | 009:500 | +4    | 08     |
| 2.  | CSD Colo-Colo             | 6   | 2 | 2 | 2 | 005:700 | −2    | 06     |
| 3.  | Universitario de Deportes | 6   | 2 | 1 | 3 | 007:800 | −1    | 05     |
| 4.  | Sporting Cristal          | 6   | 0 | 5 | 1 | 007:800 | −1    | 05     |

|                           |   |                           | Hinspiel | Rückspiel |
| ------------------------- | - | ------------------------- | -------- | --------- |
| Universitario de Deportes | - | Sporting Cristal          | 2:1      | 2:2       |
| CSD Colo-Colo             | - | CD Universidad Católica   | 1:0      | 1:3       |
| CD Universidad Católica   | - | Sporting Cristal          | 1:1      | 1:1       |
| Universitario de Deportes | - | CSD Colo-Colo             | 2:0      | 0:1       |
| CD Universidad Católica   | - | Universitario de Deportes | 1:0      | 3:1       |
| Sporting Cristal          | - | CSD Colo-Colo             | 1:1      | 1:1       |

### Gruppe 5
| Pl. | Verein                 | Sp. | S | U | N | Tore    | Diff. | Punkte |
| --- | ---------------------- | --- | - | - | - | ------- | ----- | ------ |
| 1.  | LDU Quito              | 6   | 3 | 1 | 2 | 010:800 | +2    | 07     |
| 2.  | CS Emelec              | 6   | 3 | 0 | 3 | 009:120 | −3    | 06     |
| 3.  | Club Jorge Wilstermann | 6   | 2 | 2 | 2 | 009:900 | ±0    | 06     |
| 4.  | Club Blooming          | 6   | 2 | 1 | 3 | 005:400 | +1    | 05     |

|               |   |                        | Hinspiel | Rückspiel |
| ------------- | - | ---------------------- | -------- | --------- |
| Liga de Quito | - | CS Emelec              | 4:1      | 0:2       |
| Club Blooming | - | Club Jorge Wilstermann | 0:0      | 0:1       |
| CS Emelec     | - | Club Jorge Wilstermann | 3:2      | 2:4       |
| Liga de Quito | - | Club Jorge Wilstermann | 3:1      | 1:1       |
| CS Emelec     | - | Club Blooming          | 1:0      | 0:2       |
| Liga de Quito | - | Club Blooming          | 1:0      | 1:3       |

## Achtelfinale
|                           | Gesamt          |                       | Hinspiel | Rückspiel |
| ------------------------- | --------------- | --------------------- | -------- | --------- |
| Club Jorge Wilstermann    | 3:6             | Corinthians São Paulo | 1:1      | 2:5       |
| Palmeiras São Paulo       | 5:3             | CR Vasco da Gama      | 1:1      | 4:2       |
| River Plate               | 1:1 (5:4 i. E.) | LDU Quito             | 1:0      | 0:1       |
| CS Emelec                 | 2:3             | Estudiantes de Mérida | 1:3      | 1:0       |
| Universitario de Deportes | 0:4             | CA Vélez Sársfield    | 0:0      | 0:4       |
| Club Atlético Bella Vista | 5:3             | Universidad Católica  | 2:2      | 3:1       |
| Deportivo Cali            | 2:1             | CSD Colo-Colo         | 2:0      | 0:1       |
| Club Cerro Porteño        | 6:2             | Nacional Montevideo   | 5:0      | 1:2       |

## Viertelfinale
|                       | Gesamt          |                           | Hinspiel | Rückspiel |
| --------------------- | --------------- | ------------------------- | -------- | --------- |
| Deportivo Cali        | 3:2             | Club Atlético Bella Vista | 2:1      | 1:1       |
| Estudiantes de Mérida | 3:4             | Club Cerro Porteño        | 3:0      | 0:4       |
| River Plate           | 2:1             | CA Vélez Sársfield        | 2:0      | 0:1       |
| Palmeiras São Paulo   | 2:2 (4:2 i. E.) | Corinthians São Paulo     | 2:0      | 0:2       |

## Halbfinale
|                | Gesamt |                     | Hinspiel | Rückspiel |
| -------------- | ------ | ------------------- | -------- | --------- |
| River Plate    | 1:3    | Palmeiras São Paulo | 1:0      | 0:3       |
| Deportivo Cali | 6:3    | Club Cerro Porteño  | 4:0      | 2:3       |

## Finale

### Hinspiel
| Deportivo Cali                                                      | Deportivo Cali | Palmeiras São Paulo | Palmeiras São Paulo |
| ------------------------------------------------------------------- | --- | --- | ------------------- |
| Deportivo Cali                                                      | \| 2. Juni 1999 in Cali, Kolumbien (Estadio Olímpico Pascual Guerrero) \| \| Ergebnis: 1:0 (1:0) \| \| Zuschauer: 37.000 \| \| Schiedsrichter: Mario Sánchez ( Chile) \|                                                                                         | \| 2. Juni 1999 in Cali, Kolumbien (Estadio Olímpico Pascual Guerrero) \| \| Ergebnis: 1:0 (1:0) \| \| Zuschauer: 37.000 \| \| Schiedsrichter: Mario Sánchez ( Chile) \|              | Palmeiras São Paulo |
| Deportivo Cali                                                      | Rafael Dudamel – John Wilmar Pérez, Mario Yepes, Andrés Mosquera, Gerardo Bedoya, Alexander Viveros, Martín Zapata, Mayer Candelo, Geovanny Córdoba, Víctor Bonilla (73. Miguel Marrero), Carlos Castillo (80. Emiliano Rey) Cheftrainer: José Eugenio Hernández | Marcos – Francisco Arce, Júnior Baiano, Roque Júnior, César Sampaio, Rogério, Alex (71. Euller), Zinho (83. Galeano), Paulo Nunes, Oséas (47. Evair) Cheftrainer: Luiz Felipe Scolari | Palmeiras São Paulo |
| Deportivo Cali                                                      | 1:0 Víctor Bonilla (42.) | | Palmeiras São Paulo |
| 2. Juni 1999 in Cali, Kolumbien (Estadio Olímpico Pascual Guerrero) | | |                     |
| Ergebnis: 1:0 (1:0)                                                 | | |                     |
| Zuschauer: 37.000                                                   | | |                     |
| Schiedsrichter: Mario Sánchez ( Chile)                              | | |                     |

### Rückspiel
| Palmeiras São Paulo                                        | Palmeiras São Paulo | Deportivo Cali | Deportivo Cali |
| ---------------------------------------------------------- | --- | --- | -------------- |
| Palmeiras São Paulo                                        | \| 16. Juni 1999 in São Paulo, Brasilien (Estádio do Morumbi) \| \| Ergebnis: 2:1 n. V. (2:1, 0:0), 4:3 i. E. \| \| Zuschauer: 32.000 \| \| Schiedsrichter: Ubaldo Aquino ( Paraguay) \| | \| 16. Juni 1999 in São Paulo, Brasilien (Estádio do Morumbi) \| \| Ergebnis: 2:1 n. V. (2:1, 0:0), 4:3 i. E. \| \| Zuschauer: 32.000 \| \| Schiedsrichter: Ubaldo Aquino ( Paraguay) \|                                                                                                   | Deportivo Cali |
| Palmeiras São Paulo                                        | Marcos – Francisco Arce (57. Evair), Júnior Baiano, Roque Júnior, Rogério, César Sampaio, Alex (75. Euller), Zinho, Oséas, Paulo Nunes Cheftrainer: Luiz Felipe Scolari                  | Rafael Dudamel – John Wilmar Pérez (84. Hermán Gaviria), Andrés Mosquera, Mario Yepes, Gerardo Bedoya, Martín Zapata, Alexander Viveros, Arley Betancourth, Mayer Candelo (62. Freddy Hurtado), Geovanny Córdoba (81. Manuel Valencia), Víctor Bonilla Cheftrainer: José Eugenio Hernández | Deportivo Cali |
| Palmeiras São Paulo                                        | 1:0 Evair (65., Elfmeter) 2:1 Oséas (76.) | 1:1 Martín Zapata (70., Elfmeter) | Deportivo Cali |
| Palmeiras São Paulo                                        | Elfmeterschießen | | Deportivo Cali |
| Palmeiras São Paulo                                        | Zinho 1:1 Júnior Baiano 2:2 Roque Júnior 3:3 Rogério 4:3 Euller | 0:1 Rafael Dudamel 1:2 Hermán Gaviria 2:3 Mario Yepes Gerardo Bedoya Martín Zapata | Deportivo Cali |
| 16. Juni 1999 in São Paulo, Brasilien (Estádio do Morumbi) | | |                |
| Ergebnis: 2:1 n. V. (2:1, 0:0), 4:3 i. E.                  | | |                |
| Zuschauer: 32.000                                          | | |                |
| Schiedsrichter: Ubaldo Aquino ( Paraguay)                  | | |                |